# Jan Bascour
Jean Hubert Ghisleen (Jan) Bascour (ur. 9 lutego 1923 w Sint-Kwintens-Lennik, zm. 11 listopada 1996 tamże) – belgijski polityk, samorządowiec i nauczyciel, w latach 1974–1977 szef rady kulturowej Wspólnoty Flamandzkiej.

## Życiorys
Syn Flamandczyka Waala Bascoura, wychowywany w kulturze i języku niderlandzkim. Ukończył szkoły średnie w Brukseli i Antwerpii, podczas II wojny światowej działał w ruchu oporu. Do 1977 pracował jako nauczyciel matematyki w Brukseli, zajmował także kierownicze stanowiska w różnych przedsiębiorstwach. Od 1983 do 1985 członek międzynarodowej unii języka niderlandzkiego.
Zaangażował się w działalność polityczną w ramach Partii na rzecz Wolności i Postępu, przekształconej następnie w Partię Reformatorsko-Liberalną; od 1968 do 1972 kierował w jej ramach grupą Blauwe Leeuwen, zrzeszającą flamandzkojęzycznych polityków z Regionu Stołecznego Brukseli. Od 1956 radny, a od 1965 do 1976 burmistrz rodzinnego Sint-Kwintens-Lennik, następnie od 1977 do 1982 burmistrz gminy Lennik. W latach 1965–1991 członek federalnego Senatu, w tym od 1982 do 1985 wiceprzewodniczący. Od grudnia 1971 do listopada 1991 oddelegowany do rady kulturowej Wspólnoty Flamandzkiej (w 1980 przekształconej w Radę Flamandzką). Od maja 1974 do kwietnia 1977 kierował jej pracami, następnie do 1981 pozostawał wiceprzewodniczącym. Od listopada 1985 do maja 1988 zajmował stanowisko sekretarza stanu w federalnym rządzie odpowiedzialnego za Region Stołeczny Brukseli.